# Edgar Schmitt
Pour les articles homonymes, voir Schmitt.
Edgar Schmitt (né le 29 avril 1963 à Rittersdorf en Allemagne de l'Ouest) est un ancien joueur, et aujourd'hui entraîneur de football allemand.